# Paul Büttner
Pour les articles homonymes, voir Büttner.
Paul Büttner (né le 10 décembre 1870 à Dresde – mort le 15 octobre 1943 dans la même ville) est un chef de chœur, critique musical et compositeur allemand.

## Œuvres
Opéras
- Menasche
- Anka

Œuvres orchestrales
4 symphonies, le prélude Eine Vision (1920), 2 ouvertures, 1 danse slave et une œuvre pour violon et orchestre.
Musique de chambre
1 quatuor à cordes, 3 sonates pour violon.